# Rachiń (przystanek kolejowy)
Rachiń (ukr. Рахіня, ros. Рахиня) – przystanek kolejowy w miejscowości Rachiń, w rejonie kałuskim, w obwodzie iwanofrankiwskim, na Ukrainie. Położony jest na linii dawnej Galicyjskiej Kolei Transwersalnej.
Przystanek powstał w czasach Austro-Węgier. Był wówczas położony w innym miejscu (na wschód od obecnej lokalizacji), gdzie znajdował się jeszcze przed II wojną światową.